# СКА-Орбіта
Футбольний клуб «СКА-Орбіта» — український футбольний клуб з міста Львова.

## Всі сезони в незалежній Україні
| Сезон   | Чемпіонат     | Чемпіонат | Чемпіонат | Чемпіонат | Чемпіонат | Чемпіонат | Чемпіонат | Чемпіонат | Кубок | Кубок | Кубок | Кубок | Кубок | Кубок | Кубок | Примітка                                           |
| Сезон   | Ліга          | Місце     | І         | В         | Н         | П         | М         | О         | Етап  | І     | В     | Н     | П     | М     | О     | Примітка                                           |
| ------- | ------------- | --------- | --------- | --------- | --------- | --------- | --------- | --------- | ----- | ----- | ----- | ----- | ----- | ----- | ----- | -------------------------------------------------- |
| 2001/02 | Друга Група А | 13 з 19   | 36        | 8         | 15        | 13        | 30−40     | 39        | —     | —     | —     | —     | —     | —     | —     | Знявся із змагань до початку наступного чемпіонату |
| Всього  | Друга         | 1 сезон   | 36        | 8         | 15        | 13        | 30−40     | 31        | —     | —     | —     | —     | —     | —     | —     |                                                    |